# Jila (socken i Kina, Tibet)
Jila (kinesiska: 吉拉, 吉拉乡) är en socken i Kina. Den ligger i den autonoma regionen Tibet, i den sydvästra delen av landet, omkring 740 kilometer väster om regionhuvudstaden Lhasa. Antalet invånare är 907. Befolkningen består av 451 kvinnor och 456 män. Barn under 15 år utgör 36 %, vuxna 15-64 år 57 %, och äldre över 65 år 6,0 %.
Genomsnittlig årsnederbörd är 493 millimeter. Den regnigaste månaden är juli, med i genomsnitt 117 mm nederbörd, och den torraste är maj, med 11 mm nederbörd.